# 李文 (1919年)
李文（1919年—），男，山东昌邑人，中华人民共和国政治人物，曾任内蒙古自治区革命委员会副主任，内蒙古自治区人大常委会副主任。